# جون فرانكلين وايت
جون فرانكلين وايت هو سياسي كندي، ولد في 27 أكتوبر 1873 في لندن في كندا، وتوفي في 22 يونيو 1961. حزبياً، نشط في حزب كندا المحافظ. وقد انتخب عضو مجلس العموم الكندي.